# This Is My Life (píseň, Eurobandið)
„This Is My Life“ píseň ve stylu eurodance, se kterou islandská skupina Eurobandið, reprezentovala Island na Eurovision Song Contest 2008.

## Národní islandské kolo
Dne 23. února 2008 vyhrála islandská skupina Eurobandið islandské národní kolo Laugardagslögin s písní „Fullkomið líf“.

## Eurovision Song Contest
Za účelem Eurovision Song Contest byla skladba přeložena do angličtina a nesla jméno „This Is My Life“. Píseň se zúčastnila 2. semifinále jako první v pořadí, kde se umístila na 8. místě se 68 body. Ve finále si získala 14. místo s celkem 64 body.
Ačkoli se umístila „pouze“ čtrnáctá, stala se nejúspěšnějším islandským vystoupením od doby Eurovision Song Contest 2003, kde se Island umístil osmý.

## Seznam skladeb
1. "Fullkomið líf" (první verze)
2. "Fullkomið líf" (nová verze)
3. "This Is My Life" (eurovizní verze)
4. "This Is My Life" (instrumentální verze)
5. "This Is My Life" (karaoke verze)
6. "This Is My Life" (verze z národního kola)

## Umístění v žebříčcích
„This Is My Life“ vstoupila do Danish Singles Charts v týdnu 30. května 2008 na #38, kde setrvala jeden týden a následující týden nastoupila do Swedish Singles Chart 5. června 2008, kde se umístila nejvýše #59 a zde setrvala také jeden týden.
| Žebříčky (2008)         | Nejvyšší pozice |
| ----------------------- | --------------- |
| Danish Singles Chart    | 38              |
| Icelandic Singles Chart | 2               |
| Swedish Singles Chart   | 59              |